# Strapazin
Strapazin est une revue de bande dessinée trimestrielle fondée en 1984 à Munich et établie dès son deuxième numéro à Zurich.
La revue accorde beaucoup de place aux auteurs inconnus et d’avant-garde. Dès le numéro 37, elle publie des numéros à orientation géographique (la bande dessinée au Mexique, Portugal, Canada, en Espagne, Scandinavie, Chine, à Genève, Hambourg, Tel Aviv, etc.) ou thématique (la bande dessinée sans protagonistes, pour enfants, politique, etc.).

## Dessinateurs publiés
Des centaines de dessinateurs d'Europe, d'Amérique et d'Asie ont collaboré à Strapazin : Atak, Mike van Audenhove (de), Christophe Badoux, M.S. Bastian, Charles Burns, Chihoi, Julie Doucet, Anke Feuchtenberger, Jean-Christophe Menu, Nicolas Mahler, Thomas Ott, Helge Reumann, Joe Sacco, David Sandlin, Karoline Schreiber, Simon Schwartz, Anna Sommer, Tardi, Jiro Taniguchi, Martin tom Dieck, Lewis Trondheim, Ulf K., Henning Wagenbreth, Line Hoven et Chris Ware.

### Documentation
- Dominique Radrizzani et David Basler, « Inside Strapazin : Rencontre avec David Basler », Bédéphile, no 2,‎ septembre 2016, p. 192-197 (ISBN 9782882504357).